# Parteiordnungsverfahren
Ein Parteiordnungsverfahren ist ein Schiedsgerichtsverfahren in Parteien, bei dem Parteistrafen bis hin zum Parteiausschluss verhängt werden können. Gemeinhin wird in den Medien der Begriff Parteiausschlussverfahren verwendet, wenn im Verfahren ein Parteiausschluss beantragt wird.

## Parteiordnungsverfahren in Deutschland

### Grundlage
Das Parteiordnungsverfahren ist in der Satzung der jeweiligen Partei geregelt. Meist verfügen Parteien darüber hinaus über eine Schiedsordnung (in Deutschland Pflicht), in der Details geregelt sind.
In Deutschland sind die Parteien gemäß § 10 Parteiengesetz verpflichtet, in ihrer Satzung
- die zulässigen Ordnungsmaßnahmen (Parteistrafen)
- die Gründe für Ordnungsmaßnahmen und
- die zuständigen Organe (Parteischiedsgerichte) für die Festlegung von Ordnungsmaßnahmen

zu regeln.

### Parteistrafen
Als Parteistrafen werden vielfach vorgesehen:
- die Erteilung einer Rüge,
- die zeitweilige Aberkennung des Rechts zur Bekleidung von Parteiämtern und Funktionen
- das zeitweilige Ruhen von Rechten aus der Mitgliedschaft
- der Parteiausschluss.

### Gründe für Ordnungsmaßnahmen
Gründe, die zu Ordnungsmaßnahmen berechtigen, können z. B. sein
- Verstöße gegen die Satzung, Finanzordnung oder andere Regelwerke der Partei
- Verstöße gegen die Ordnung der Partei
- Verletzung der Grundsätze der Partei

Sofern die Parteistrafe im Parteiausschluss liegt, bedarf es schärferer Anforderungen, die in § 10 Abs. 4 PartG niedergelegt sind. Ein Mitglied kann aus der Partei ausgeschlossen werden, wenn es vorsätzlich gegen die Satzung oder erheblich gegen Grundsätze der Ordnung der Partei verstößt und ihr damit schweren Schaden zufügt.
Parteischädigend verhält sich zum Beispiel nach der Satzung der CDU, wer
- zugleich einer anderen politischen Partei angehört,
- in Versammlungen politischer Gegner, in deren Rundfunk- oder Fernsehsendungen sowie Presseorganen gegen die grundsätzliche Politik der Union Stellung nimmt,
- bei der Wahl einer Vertretungskörperschaft als Bewerber gegen die Christlich-Demokratische Union auftritt,
- als Kandidat der Christlich-Demokratischen-Union in eine Vertretungskörperschaft gewählt ist und der christlich-demokratischen Fraktion nicht beitritt oder aus ihr ausscheidet,
- vertrauliche Parteivorgänge veröffentlicht oder an politische Gegner weitergibt,
- Vermögen, das der Partei gehört oder zur Verfügung steht, veruntreut.

### Parteischiedsgerichte
In Deutschland sind Parteien gemäß § 14 PartG verpflichtet, Parteischiedsgerichte einzurichten. Die Mitglieder dürfen nicht gleichzeitig Parteivorstandsmitglieder (auf der gleichen Ebene) sein und dürfen höchstens auf vier Jahre gewählt werden.
In dringenden und schwerwiegenden Fällen, die sofortiges Eingreifen erfordern, kann die Satzung vorsehen, dass der Parteivorstand als erste Instanz Parteistrafen verhängt.

#### Bundesschiedskommission der SPD
Die Bundesschiedskommission ist das oberste Parteischiedsgericht der SPD. Die Mitglieder der Bundesschiedskommission sind unabhängig und an Weisungen nicht gebunden. Sie gewährleistet Rechtsschutzmöglichkeiten insbesondere zugunsten von Parteimitgliedern und den Vorständen der Gliederungen. Sie dienen der Absicherung der innerparteilichen Demokratie, der Gewährleistung der mitgliedschaftlichen Rechte der Parteimitglieder und der Sicherung der Ordnung der Partei.

#### Bundesschiedsgericht Bündnis 90/Die Grünen
Das Bundesschiedsgericht (BSchG) ist die höchste Gerichtsbarkeit von Bündnis 90/Die Grünen.
Das Bundesschiedsgericht entscheidet über:
- Beschwerden gegen Entscheidungen der Landesschiedsgerichte
- Auseinandersetzungen zwischen dem Bundesverband und Gebietsverbänden, zwischen Bundesverband und Vereinigungen, zwischen Landesverbänden, zwischen Gebietsverbänden, die nicht demselben Landesverband angehören, sowie zwischen Organen der genannten Verbände
- Anfechtungen von Wahlen und Entscheidungen der Bundesorgane
- die Bestimmungen eines Landesschiedsgerichts im Einzelfall, wenn das an sich zuständige Landesschiedsgericht nicht ordnungsmäßig besetzt ist

Voraussetzung für den direkten Zugang ist also stets eine konkrete Entscheidung eines Bundesorgans. Ansonsten muss stets zuerst das zuständige Landesschiedsgericht angerufen werden. Immer muss die konkrete Maßnahme des Gegners die Interessen des oder der Betroffenen verletzen. Das Bundesschiedsgericht besteht aus einem Vorsitzenden, einem Stellvertreter und zwei Beisitzern, die für zwei Jahre von der Bundesdelegiertenversammlung gewählt werden. Die Mitglieder dürfen weder in einem Vorstand einer Parteigliederung noch im Parteirat sein. Es darf auch kein finanzielles oder berufliches Abhängigkeitsverhältnis zur Partei bestehen.

#### Bundesschiedskommission Die Linke
Laut Bundessatzung sind zur Schlichtung und Entscheidung von Streitigkeiten in der Partei oder eines Gebietsverbandes mit einzelnen Mitgliedern und Streitigkeiten über Auslegung und Anwendung der Bundessatzung und nachgeordneter Ordnungen und zur Entscheidung über Wahlanfechtungen durch den Parteitag und durch die Parteitage der Landesverbände Schiedskommissionen zu bilden.

### Rechtsweg
In Deutschland ist durch die Partei eine Revisionsinstanz gegen die Entscheidung des zuständigen Schiedsgerichtes zu gewährleisten. Dies erfolgt typischerweise über das Schiedsgericht der übergeordneten regionalen Parteiorganisation.
Gegen Entscheidungen der Parteischiedsgerichte steht den Mitgliedern die Möglichkeit einer zivilrechtlichen Klage zu (§ 1059 ZPO).

## Parteistrafen zur Disziplinierung von Abgeordneten
Der Verstoß gegen Grundsätze der Partei ist vielfach Grund für Parteistrafen. Hieraus kann sich ein Konflikt mit dem Prinzip des Freien Mandats des Abgeordneten ergeben, wenn er fürchten muss, für sein Abstimmungsverhalten im Parlament, das Beschlüssen von Parteigremien widerspricht, über Parteistrafen zur Rechenschaft gezogen zu werden. So definiert zum Beispiel die Schiedsordnung der SPD: „Gegen die Grundsätze der SPD verstößt insbesondere, … wer beharrlich Beschlüssen des Parteitages oder der Parteiorganisation zuwider handelt.“
Öffentliche Aufmerksamkeit erregten die Parteiordnungsverfahren gegen Carmen Everts, Silke Tesch und Jürgen Walter, die sich nach der Landtagswahl in Hessen 2008 gemäß den Wahlversprechen der SPD, aber entgegen den Parteitagsbeschlüssen nach der Wahl weigerten, eine Regierungsbildung unter Unterstützung der Partei Die Linke im Parlament mitzutragen. Im April 2010 teilte die SPD Silke Tesch mit, dass die Bundesschiedskommission ihr eine Rüge erteile. Ihre Berufung gegen ein 18-monatiges Funktionsverbot war damit erfolgreich. Tesch hatte sich darauf berufen, dass die Gewissensfreiheit von Abgeordneten nicht durch Parteibeschlüsse eingeschränkt werden dürfe. Am 27. März 2009 entschied die zuständige Schiedskommission des SPD-Unterbezirks Wetterau, dass Walters Mitgliedsrechte in der Partei für zwei Jahre derart eingeschränkt werden, dass er nur für den Ortsverein tätig werden darf; seine Berufung wurde im August 2009 abgelehnt.

## Parteiordnungsverfahren in (Partei)diktaturen
In Parteidiktaturen stellt die Mitgliedschaft in der/den herrschenden Parteien ein Instrument zur Teilhabe an der Macht dieser Partei dar. Die Mitgliedschaft in der Partei ist mit Vergünstigungen und Karrierechancen verbunden. Damit stellen Parteistrafen in einer Parteidiktatur ein wesentliches Machtinstrument der Partei dar. Entsprechend weitreichende Folgen konnten daher die Parteistrafen haben, die das Oberste Parteigericht der NSDAP oder die Zentrale Parteikontrollkommission der SED aussprach.
Insbesondere in den sozialistischen Staaten war die Erzwingung der Einhaltung der Parteidisziplin ein konstitutives Element der Parteidiktatur. Gemäß dem Prinzip des „Demokratischen Zentralismus“ waren die Vorgaben der jeweils höheren Parteiinstanz für die unteren verbindlich. So galt z. B. für die SED:

„Der Organisationsaufbau der Partei beruht auf dem Prinzip des Demokratischen Zentralismus. Dieser Grundsatz besagt: ... c) daß alle Beschlüsse der höheren Parteiorgane für die nachgeordneten Organe verbindlich sind, straffe Parteidisziplin zu üben ist und die Minderheit sowie der Einzelne sich den Beschlüssen der Mehrheit diszipliniert unterordnet.“

Entsprechend war ein Verstoß gegen die von oben vorgelegten Vorgaben ein Grund für Parteiordnungsverfahren.

„Wer gegen die Einheit und Reinheit der Partei verstößt, ihre Beschlüsse nicht erfüllt, die Partei- und Staatsdisziplin verletzt ist ... zur Verantwortung zu ziehen.“

Die Parteimitglieder befanden sich in einem starken Abhängigkeitsverhältnis zur SED. Parteistrafen oder gar ein Parteiausschluss hatten den Verlust von Funktion und Arbeitsplatz außerhalb der Partei sowie den Verlust von Privilegien zur Folge.

## Parteiordnungsverfahren in der Schweiz
Die Schweiz verfügt über kein Parteiengesetz. Die Parteien sind als Vereine organisiert. Parteiordnungsverfahren und Parteiausschlüsse können daher individuell je Partei geregelt werden. Rechtsgrundlagen sind Art. 60 bis 79 ZGB. Eine weitere Individualisierung ergibt sich daraus, dass die meisten Parteien als Vereine auf kantonaler Ebene bestehen. In den gesamtschweizerischen Parteien sind dann nicht die Einzelmitglieder, sondern die kantonalen Parteien Mitglied.

## Parteiordnungsverfahren in Österreich
Die Vorgehensweise ist der in Deutschland vergleichbar. Die einzelnen Parteien haben folgende Regelungen:
- Die ÖVP verfügt gemäß §§ 65 und 66 des Organisationsstatutes über Landes- und ein Bundesparteigericht. Letzteres hat fünf Mitglieder. Das Verfahren selbst ist in der Parteigerichtsordnung geregelt.[9]
- Die SPÖ hat gemäß ihrer Schiedsordnung Parteischiedsgerichte eingerichtet. Die Parteitage wählen jeweils Schiedskommissionen aus mindestens 10 Mitgliedern. Aus dieser Liste wählt jede der beiden Konfliktparteien jeweils die Hälfte der Mitglieder des konkreten Parteischiedsgerichtes. Diese können Sanktionen bis hin zum Ausschluss aus der SPÖ verhängen.[10]